# Agnes Magnell (konstnär)

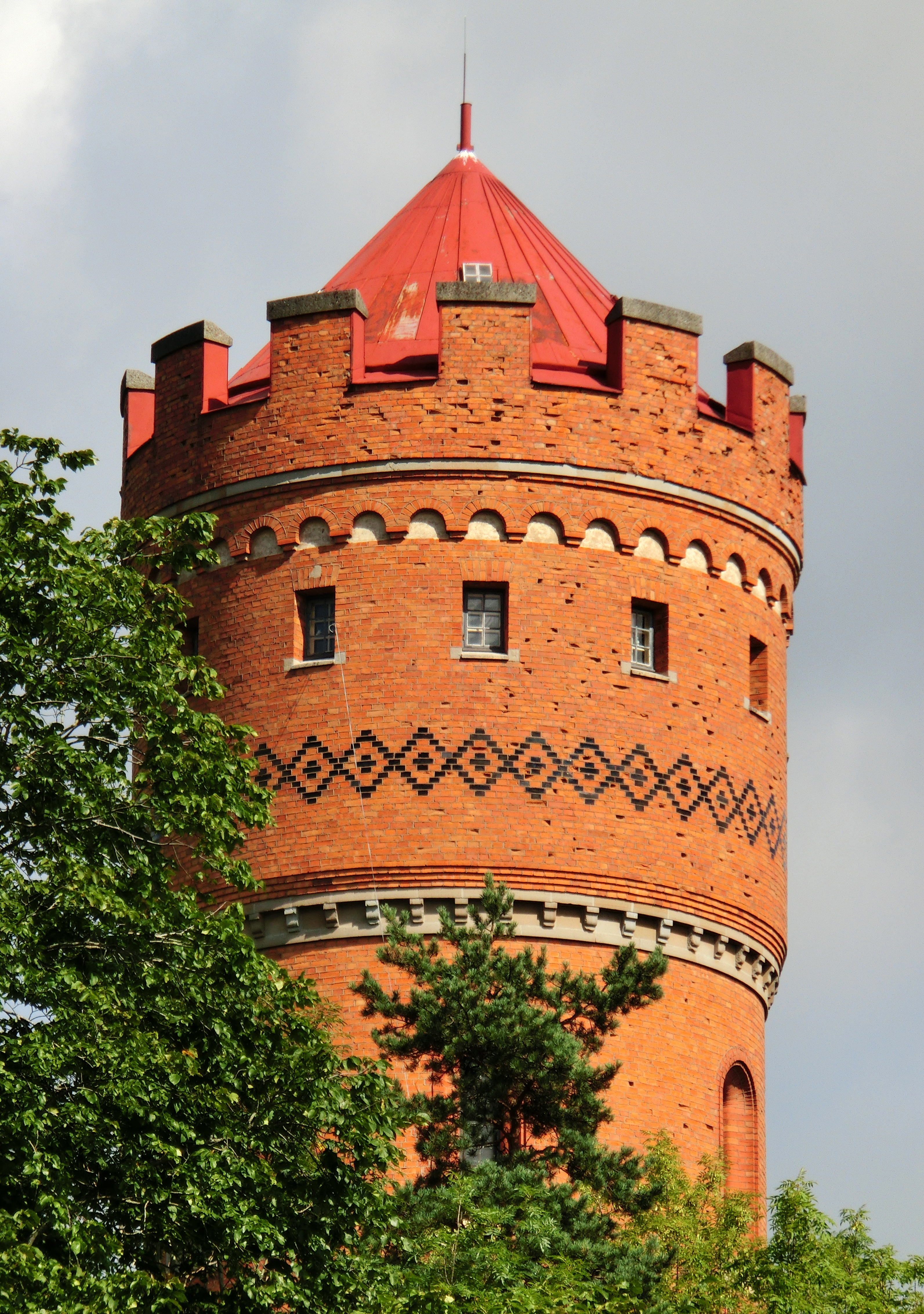
Vattentornet i Sala

Agnes Emma Carolina Magnell, född 26 november 1878 i Uddevalla, död 27 augusti 1966 i Uppsala, var en svensk arkitekt, miniatyrmålare, tecknare och silhuettklippare. 
Agnes Magnell var dotter till kaptenen Carl Magnell och Agnes Magnell, född Ernberg, samt från 1903 gift med överingenjören Otto Smith och mor till Marianne Cederström; hon var vidare syster till Kaju von Koch och brorsdotter till Emilie Kjerner. Magnell studerade först konst vid Tekniska skolan och uppmanades där att söka in till en utbildning vid Kungliga Tekniska högskolan (KTH). Då dess stadgar vid denna tid specificerade att utbildningen var öppen för ”unga män” innebar detta att hon tvingades söka dispens. Magnell hade sannolikt insikter i vad studierna vid KTH innebar och ett kontaktnät i ingenjörsvärlden, eftersom hennes syssling Carl Jacob Magnell hade blivit civilingenjör i väg- och vattenbyggnad vid KTH 1879, och vid denna tid var lektor vid olika tekniska elementarskolor. (Han återvände senare till KTH som professor och rektor.) På än närmare håll hade hon dessutom sin morbror Axel Ernberg (1851–1930), som var civilingenjör i väg- och vattenbyggnad.
Magnell genomgick inträdesprov med godkänt resultat 1896 och påbörjade arkitekturstudier vid KTH 1897 som specialstuderande efter att dispens hade beviljats. Hon kom därmed att bli den första kvinna som påbörjade regelrätta studier vid en svensk teknisk högskola, snarare än att enbart delta i någon enstaka kurs, vilket hade förekommit tidigare.
Magnell genomgick huvuddelen av utbildningen, men kunde som specialstuderande inte ta examen. (Första kvinna med svensk arkitektexamen blev Anna Branzell.) Hon var dock yrkesverksam som arkitekt en tid och ritade bland annat Sala vattentorn som invigdes 1903. Sedan hon 1903 gifte sig med civilingenjören Otto Smith (1879–1919) lämnade hon yrkeslivet.
Agnes Magnell verkade som konstnär före och under sin studietid. Som bildkonstnär utförde hon flera barnporträtt och i mitten av 1890-talet började hon klippa silhuetter med porträtt ur umgängeskretsen. Separat ställde hon ut på Lilla utställningen i Stockholm 1928, Varberg 1930, Årstaklubben i Stockholm 1932 och på Galerie Moderne i Stockholm. Hon var representerad i Liljevalchs konsthalls utställning Skuggbilder, bildklipp och silhuetter 1930.
Som bildkonstnär sålde hon flera barnporträtt och illustrationer till olika bokpublikationer. Hon är mest känd för sina siluettkonstverk och hon hade ett flertal utställningar under 1920- och 1930-talen. Bland annat ställde hon ut på Lilla utställningen, Årstaklubben, Galerie Moderne Silkeborg och Liljevalchs konsthall i Stockholm.
Agnes Magnell är begravd på Norra begravningsplatsen utanför Stockholm.